# حاره المدرسة (السدة)

تعديل مصدري - تعديل

حاره المدرسة محلة تابعة لقرية حدة غليس، التابعة لعزلة جبل حجاج بمديرية السدة إحدى مديريات محافظة إب في الجمهورية اليمنية.، بلغ تعداد سكانها 255 حسب تعداد اليمن لعام 2004.